# Amt Goldberg-Mildenitz
Amt Goldberg-Mildenitz – niemiecki związek gmin leżący w kraju związkowym Meklemburgia-Pomorze Przednie, w powiecie Ludwigslust-Parchim. Siedziba związku znajduje się w mieście Goldberg.
W skład związku wchodzi sześć gmin:
1. Dobbertin
2. Goldberg
3. Mestlin
4. Neu Poserin
5. Techentin
6. Wendisch Waren